# Нефтекамская епархия

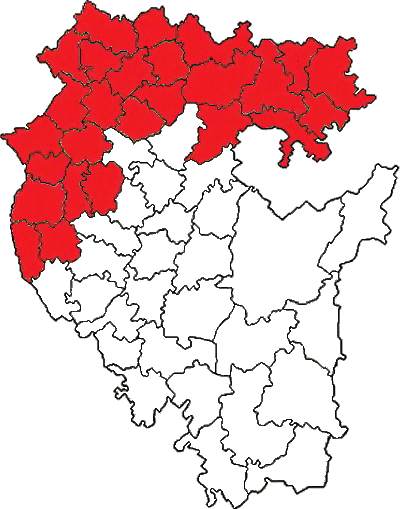
Границы Нефтекамской епархии в 2012—2017 годах

Нефтека́мская епа́рхия — епархия Русской православной церкви, объединяющая приходы и монастыри в границах Аскинского, Бакалинского, Балтачевского, Белебеевского, Белокатайского, Благоварского, Буздякского, Бураевского, Дуванского, Дюртюлинского, Ермекеевского, Илишевского, Калтасинского, Кигинского, Краснокамского, Мечетлинского, Салаватского, Татышлинского, Туймазинского, Чекмагушевского, Шаранского и Янаульского районов Башкортостана. Входит в состав Башкортостанской митрополии.

## История
Учреждена решением Священного синода Русской православной церкви 27 декабря 2011 года путём выделения части приходов из Уфимской епархии. Административно включена в состав Башкортостанской митрополии.
Первоначально епархиальный архиерей Нефтекамской епархии имел титул «Нефтекамский и Белебеевский».
4 октября 2012 года решением Священного синода титул правящего архиерея изменён на «Нефтекамский и Бирский».
29 июля 2017 года решением Священного синода Русской православной церкви титул правящего архиерея изменён на «Нефтекамский и Октябрьский».
Решением Священного Синода от 24 марта 2022 года епархиальному архиерею Нефтекамской епархии определено иметь титул «Нефтекамский и Белебеевский».
27 декабря 2023 года в Патриаршей и Синодальной резиденции в Даниловом монастыре в Москве Святейший Патриарх Московский и всея Руси Кирилл возглавил последнее в 2023 году заседание Священного Синода Русской Православной Церкви и постановил:  "Преосвященным Нефтекамским и Белебеевским избрать иеромонаха Митрофана (Еврокатова), клирика Уфимской епархии."

## Епископы
- 27 декабря 2011 — 4 марта 2012 — Никон (Васюков)
- 4 марта 2012 — 30 мая 2019 — Амвросий (Мунтяну)
- с 30 мая 2019 — 27 декабря 2023 — Никон (Васюков)
- с 1 марта 2024 — Митрофан (Еврокатов)

## Благочиния
- Аскинское благочиние (Аскинский, Балтачевский и Бураевский районы)
- Белебеевское благочиние (Белебеевский и Ермекеевский районы)
- Восточное благочиние (Белокатайский, Дуванский, Кигинский, Мечетлинский и Салаватский районы)
- I Нефтекамское благочиние (город Нефтекамск, Калтасинский, Татышлинский и Янаульский районы)
- II Нефтекамское благочиние (ГО Нефтекамск вне города Нефтекамска, ГО Агидель, часть Краснокамского района)
- Николо-Березовское благочиние (Дюртюлинский, Илишевский и часть Краснокамского района)
- Октябрьское благочиние (ГО Октябрьский, Благоварский, Буздякский и Туймазинский районы)
- Шаранское благочиние (Бакалинский, Шаранский и Чекмагушевский районы)
- Монастырское благочиние

## Монастыри
- Пророко-Илиинский монастырь в селе Месягутово Дуванского района (мужской)
- Богородице-Тихвинский Рябашский монастырь в деревне Парафеевка Белебеевского района (женский)
- Бугабашский Богородице-Одигитриевский монастырь в селе Бугабашево Бакалинского района (женский)